# بطولة العالم للكيرلنغ
بطولة العالم للكيرلنج- هي بطولة العالم السنوية للكيرلنج، والتي ينظمها الاتحاد العالمي للكيرلنج، ويتنافس فيها فرق البطولة الوطنية. هناك
بطولات للرجال، وللسيدات، والزوجي المختلط، بالإضافة إلى نسخ للرجال وللسيدات من بطولات الناشئين والكبار. هناك أيضًا بطولة عالمية للكيرلنج على الكراسي المتحركة. وقد بدأت بطولة الرجال في عام 1959م، في حين بدأت بطولة السيدات في عام 1979م. وبدأت بطولة الزوجي المختلط في عام 2008م. منذ عام 2005م، أقيمت بطولات الرجال والنساء في أماكن مختلفة، حيث تستضيف كندا واحدة من البطولتين كل عام: بطولة الرجال في السنوات الفردية، وبطولة السيدات في السنوات الزوجية. سيطرت كندا على بطولتي الرجال والسيدات منذ إنشائهما، على الرغم من فوز كل من: سويسرا، والسويد، والدنمارك، وألمانيا ( ألمانيا الغربية )، واسكتلندا والولايات المتحدة، والنرويج، والصين، ببطولة واحدة على الأقل.

## تاريخ
بدأت بطولة كأس العالم للكيرلنج في عام 1959م، بوصفها كأس اسكتلندا. تم إنشاء كأس سكوتش من قبل مدير العلاقات العامة في تورنتو والصحفي الرياضي السابق "ستانلي دي هيوستن" نيابة عن جمعية سكوتش ويسكي، عميل وكالة خدمات العلاقات العامة المحدودة في هيوستن، والتي كانت تتطلع إلى زيادة التعرض لمنتجاتها في أمريكا الشمالية. أقيمت البطولات الثلاث الأولى بين فرق الرجال من اسكتلندا وكندا. ثم انضمت الولايات المتحدة إلى كأس اسكتلندا في عام 1961م، وانضمت السويد أيضًا في العام التالي. فازت كندا بأول ستة ألقاب عالمية، حيث فاز المدرب الأسطوري إيرني ريتشاردسون بأربعة منها. كانت الولايات المتحدة أول دولة تكسر سلسلة كندا، حيث فازت بأول لقب عالمي لها في عام 1965م. بحلول عام 1967م، انضمت كل من: النرويج، وسويسرا، وفرنسا، وألمانيا إلى كأس اسكتلندا، وفازت اسكتلندا بأول لقب لها، بينما أنهت كندا البطولة بدون ميدالية للمرة الأولى. تمت إعادة تسمية البطولة إلى "طائرة سيلفر بروم من شركة طيران كندا" في العام التالي لذلك، وحصدت كندا خمسة ألقاب عالمية متتالية، بداية من ذلك العام.
في عام 1973م، تم توسيع مجال المنافسة ليشمل عشرة فرق، فانضمت إيطاليا، والدنمارك، إلى الساحة العالمية. وفي السنوات التالية، فازت السويد وسويسرا والنرويج بألقابها الأولى، وواصلت كندا الفوز بالميداليات من جميع الألوان. في عام 1979م، أقيمت النسخة الأولى من بطولة العالم للسيدات للكيرلنج. وفي السنوات العشر الأولى، أقيمت البطولات منفصلة عن بطولات الرجال. خلال هذه الفترة، فازت سويسرا، وكندا، والسويد، والدنمارك، وألمانيا بألقاب عالمية.
ولم يتم منح الميداليات البرونزية حتى عام 1985م في بطولة السيدات، وكذلك عام 1986م لبطولة الرجال. وما بين عامي 1989م و1994م، تم تقاسم الميدالية البرونزية بين الخاسرين في الدور نصف النهائي.
وبداية من عام 1989م، أقيمت بطولات الرجال والسيدات معًا. وفازت النرويج بأول لقب عالمي للسيدات. في عام 1995م، توصلت شركة فورد كندا والاتحاد العالمي للكيرلنج إلى اتفاق، تكون شركة فورد، بموجبه الراعي لبطولة العالم للكيرلنج. اليابان، أول هي دولة آسيوية تنافس في كأس العالم، حيث شاركت لأول مرة في بطولة السيدات عام 1990م، ثم في بطولة الرجال في وقت لاحق في عام 2000م. وفي العقد الأول من القرن الحادي والعشرين، حذت كوريا الجنوبية، والصين حذوها. فازت اسكتلندا بأول لقب لها في عام 2002م، بينما فازت الولايات المتحدة بأول لقب لها في العام التالي.
في عام 2005م، تم فصل بطولات الرجال عن بطولات السيدات، وتم التوصل إلى اتفاق بين الاتحاد العالمي للكيرلنج، والرابطة الكندية للكيرلنج، تستضيف كندا، بموجبه، إحدى البطولات سنويًا، وتكون جميعها برعاية شركة فورد الكندية. بدأت كندا سلسلة من احتلال المركزين الأول والثاني في بطولة الرجال، وفازت الصين بأول لقب عالمي لها في بطولة السيدات في عام 2009م.
في عام 2008م، تم إنشاء بطولة العالم للكيرلنج للزوجي المختلط. واستطاعت سويسرا الفوز بأول لقب عالمي في الزوجي المختلط، ثم واصلت الفوز بأربعة من الألقاب الخمسة الأولى. كما فازت روسيا، والمجر بأول ألقابهما العالمية في رياضة الكيرلنج في بطولة الزوجي المختلط، وفازت أيضًا كل من: نيوزيلندا، وفرنسا، والنمسا، وجمهورية التشيك بأول ميدالياتها العالمية في رياضة الكيرلنج.
في عام 2015م، تم إنشاء بطولة عالمية للكيرلنج المختلط، لتحل محل كل من: بطولة أوروبا للكيرلنج المختلط، وبطولة أوروبا للكيرلنج المختلط، والكندية للكيرلنج المختلط، بوصفها أعلى مستوى للكيرلنج المختلط في العالم. 
في عام 2019م، تم عرض نظام للتصفيات العالمية، لتأهل الفريقين النهائيين في بطولتي الرجال والنساء.  كما تم أيضًا إضافة نظام تأهيلي للزوجي المختلط في موسم الكيرلنج 2019-2020، مما يؤهل الفرق الأربعة النهائية لبطولة الزوجي المختلط المكونة من عشرين فريقًا. 
في عام 2020م، تم إلغاء بطولات الرجال والسيدات والزوجي المختلط بسبب جائحة كوفيد-19.   

### أسماء البطولة
اشتهرت بطولة العالم للكيرلنج بأسماء مختلفة على مر السنين.
الرجال
- 1959–1967م: كأس اسكتلندا

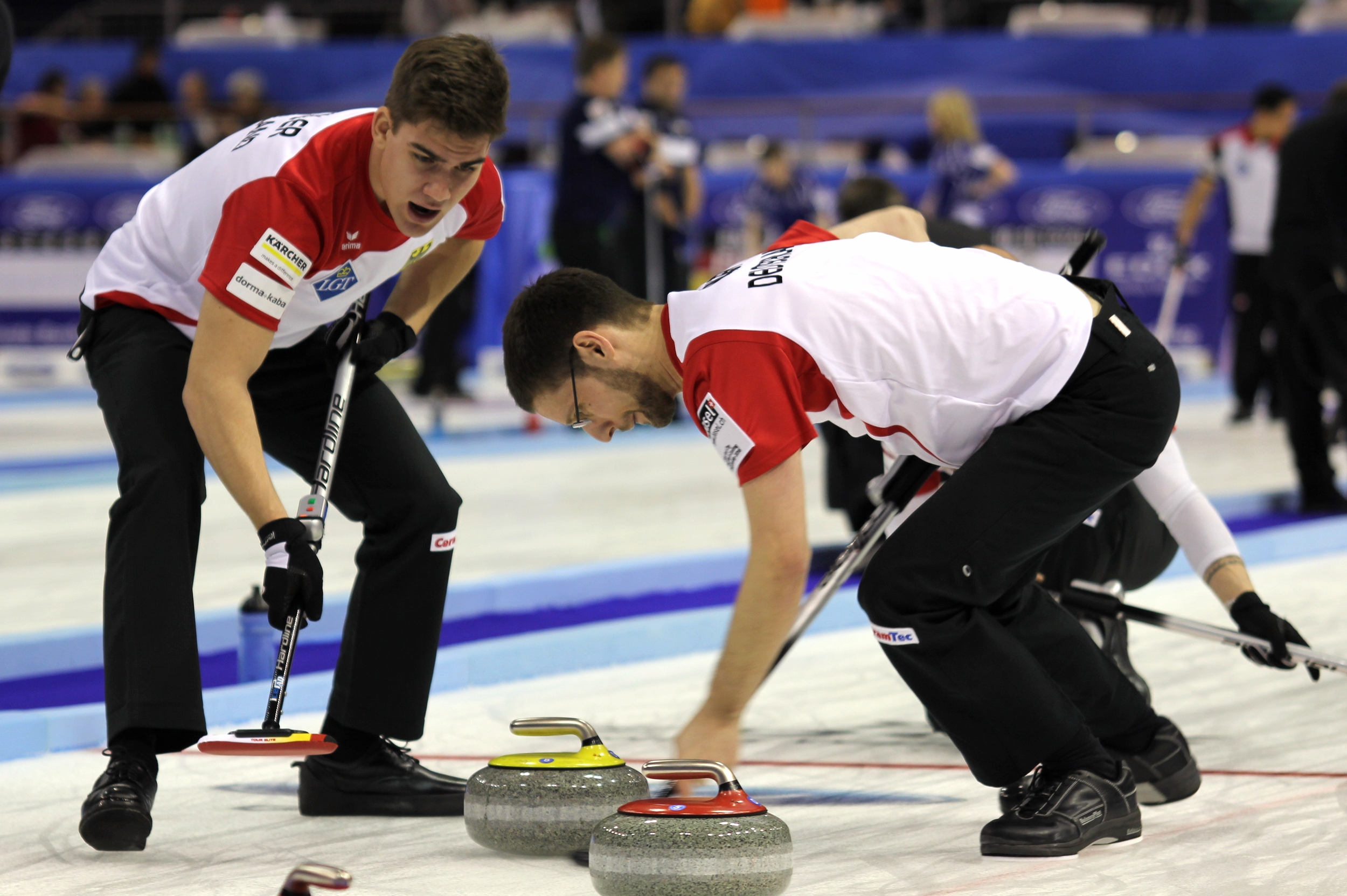

- 1968–1985م: طائرة سيلفر بروم من شركة طيران كندا
- 1986–1988م: كأس رئيس اللجنة الأولمبية الدولية (هيكساجون)
- 1989–1990م: بطولة كأس العالم للكريكت
- 1991–1992م: بطولة العالم للكيرلنج في كندا سيفواي
- 1993–1994م: بطولة كأس العالم للكريكت
- 1995–2004م: بطولة فورد العالمية للكيرلنج
- 2005–2017م: بطولة فورد العالمية للكيرلنج للرجال (الأعوام الفردية)
- 2006–2018م: بطولة العالم للكيرلنج للرجال (الأعوام الزوجية)
- 2019م: بطولة العالم للكيرلنج للرجال من بايونير هايبريد
- 2020م، حتى الآن: بطولة LGT العالمية للكيرلنج للرجال (السنوات الزوجية)
- 2021م، حتى الآن: كأس العالم للكيرلنج للرجال التي تنظمها BKT Tires وOK Tire (الأعوام الفردية)

السيدات

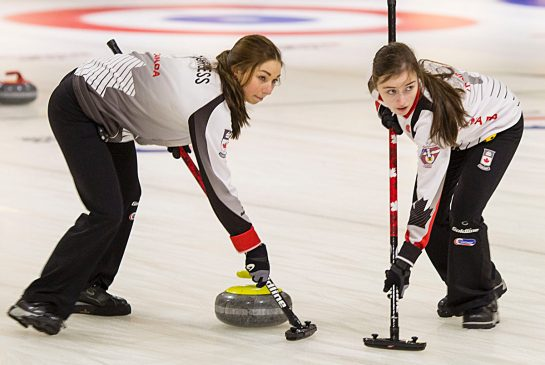

- 1979–1981م: بطولة العالم للكيرلنج التي ينظمها بنك رويال أوف سكوتلاند
- 1982م: بطولة العالم للكيرلنج
- 1983م: بطولة العالم للكيرلنج تحت إشراف بايونير لايف
- 1984م: بطولة العالم للكيرلنج
- 1985م: بطولة العالم للكيرلنج، اتش أند أم
- 1986–1990م: بطولة العالم للكيرلنج
- 1991–1992م: بطولة العالم للكيرلنج في كندا سيفواي
- 1993–1994م: بطولة العالم للكيرلنج
- 1995–2004م: بطولة فورد العالمية للكيرلنج
- 2005–2017م: بطولة العالم للسيدات في الكيرلنج (الأعوام الفردية)
- 2006–2018م: بطولة فورد العالمية للسيدات للكيرلنج (الأعوام الزوجية)
- 2019م، حتى الآن: بطولة LGT العالمية للسيدات للكيرلنج (الأعوام الفردية)
- 2022م، حتى الآن: بطولة العالم للسيدات للكيرلنج التي تنظمها BKT Tires وOK Tire (السنوات الزوجية)

## شكل المنافسة
أقيمت بطولتا العالم الأوليتان، كمنافسات بين اسكتلندا وكندا، على شكل سلسلة من خمس مباريات بين البلدين. وعند انضمام الولايات المتحدة في عام 1961م، تغيير الشكل إلى جولة تمهيدية من دورين مع جولة خروج المغلوب من ثلاثة فرق في ختام جولة روبن. وتم إلغاء دور خروج المغلوب في البطولتين التاليتين. مع إضافة المزيد من الفرق، وتم تطبيق نظام الدور التمهيدي من جولة واحدة، مع جولة خروج المغلوب المكونة من أربعة فرق في عام 1971م. تضمنت البطولات التي أقيمت من عام 1968م، إلى عام 1970م، أدوار خروج المغلوب المكونة من ثلاثة فرق، بدلاً من أدوار خروج المغلوب المكونة من أربعة فرق. وتم تعديل نظام دور خروج المغلوب من نظام إقصاء فردي إلى نظام التصفيات في عام 2005م.
في البطولات التي أقيمت بداية من عام 1971م، إلى عام 1985م، تم منح المركز الثالث، إما للفريق الذي خسر في الدور نصف النهائي من جولة خروج المغلوب المكونة من ثلاثة فرق، أو للفريق المصنف الأعلى بين الفرق الخاسرة في جولة خروج المغلوب المكونة من أربعة فرق. كما تمت إضافة مباراة الميدالية البرونزية إلى دور خروج المغلوب في عام 1986م، ولكن لم يتم إقامة مباريات الميدالية البرونزية في الفترة من عام 1989م، إلى عام 1994م، وخلال هذه المباريات تم منح الميداليات البرونزية للفرق التي خسرت في الدور نصف النهائي.
وحتى عام 2017م، كان نظام بطولة العالم يعتمد على نظام الدوري من دور واحد بين اثني عشر فريقًا، وبعدها يتقدم أفضل أربعة فرق إلى دور خروج المغلوب، والذي يُقام باستخدام نظام التصفيات.
وبداية من عام 2018م، كام هناك 13 فريقًا يلعبون الدور التمهيدي بنظام الدوري من دور واحد، حيث يصعد أفضل ستة فرق إلى دور خروج المغلوب، بينما يحصل الفريقان الأولان على إعفاء من الدور نصف النهائي.  ويشمل ذلك فريقين من منطقة الأمريكتين، وثمانية فرق من المنطقة الأوروبية (عبر بطولة أوروبا للكيرلنج)، وثلاثة فرق من منطقة آسيا والمحيط الهادئ (عبر بطولة آسيا والمحيط الهادئ للكيرلنج). بالنسبة لعام 2019م، تم تقليص عدد الفرق من منطقة آسيا والمحيط الهادئ بفريق واحد، مع فريق واحد أقل من منطقة الفريق صاحب المركز الأخير في بطولة 2018م. وتم تخصيص مكانين للفرق المشاركة في تصفيات العالم الجديدة. وشهدت التصفيات مشاركة ثمانية فرق: الدولة المضيفة، وفريق واحد من الأمريكتين، وفريقان من آسيا والمحيط الهادئ، وأربعة فرق من أوروبا.

## البطولات

### الرجال
| العام | الموقع                      | الذهب                | الفضة            | البرونز                    | المركز الرابع              |
| 1959  | ادنبرة، فالكيرك، بيرث       | كندا                 | اسكتلندا         | لا يوجد منافسين آخرين      | لا يوجد منافسين آخرين      |
| 1960  | أير، ادنبرة، غلاسكو         | كندا (2)             | اسكتلندا         | لا يوجد منافسين آخرين      | لا يوجد منافسين آخرين      |
| 1961  | اير، ادنبرة، كيركالدي، بيرث | كندا (3)             | اسكتلندا         | الولايات المتحدة           | لا يوجد منافسين آخرين      |
| 1962  | إدنبرة، فالكيرك             | كندا (4)             | الولايات المتحدة | اسكتلندا                   | السويد                     |
| 1963  | بيرث                        | كندا (5)             | اسكتلندا         | الولايات المتحدة           | السويد                     |
| 1964  | كالغاري                     | كندا (6)             | اسكتلندا         | الولايات المتحدة           | السويد                     |
| 1965  | بيرث                        | الولايات المتحدة     | كندا             | السويد                     | اسكتلندا                   |
| 1966  | فانكوفر                     | كندا (7)             | اسكتلندا         | الولايات المتحدة           | السويد                     |
| 1967  | بيرث                        | اسكتلندا             | السويد           | الولايات المتحدة           | كندا                       |
| 1968  | بوانت كلير                  | كندا (8)             | اسكتلندا         | الولايات المتحدة           | السويد                     |
| 1969  | بيرث                        | كندا (9)             | الولايات المتحدة | اسكتلندا                   | السويد                     |
| 1970  | يوتيكا                      | كندا (10)            | اسكتلندا         | السويد                     | الولايات المتحدة           |
| 1971  | ميجيف                       | كندا (11)            | اسكتلندا         | الولايات المتحدة           | سويسرا                     |
| 1972  | غارميش-بارتنكيرشن           | كندا (12)            | الولايات المتحدة | ألمانيا الغربية            | اسكتلندا                   |
| 1973  | ريجينا                      | السويد               | كندا             | فرنسا                      | اسكتلندا                   |
| 1974  | برن                         | الولايات المتحدة (2) | السويد           | سويسرا                     | كندا                       |
| 1975  | بيرث                        | سويسرا               | الولايات المتحدة | كندا                       | السويد                     |
| 1976  | دولوث                       | الولايات المتحدة (3) | اسكتلندا         | سويسرا                     | السويد                     |
| 1977  | كارلستاد                    | السويد (2)           | كندا             | اسكتلندا                   | الولايات المتحدة           |
| 1978  | وينيبيغ                     | الولايات المتحدة (4) | النرويج          | كندا                       | السويد                     |
| 1979  | برن                         | النرويج              | سويسرا           | كندا                       | ألمانيا الغربية            |
| 1980  | مونكتون                     | كندا (13)            | النرويج          | سويسرا                     | السويد                     |
| 1981  | لندن                        | سويسرا (2)           | الولايات المتحدة | كندا                       | النرويج                    |
| 1982  | غارميش-بارتنكيرشن           | كندا (14)            | سويسرا           | ألمانيا الغربية            | السويد                     |
| 1983  | ريجينا                      | كندا (15)            | ألمانيا الغربية  | النرويج                    | السويد                     |
| 1984  | دولوث                       | النرويج (2)          | سويسرا           | السويد                     | كندا                       |
| 1985  | غلاسكو                      | كندا (16)            | السويد           | الدنمارك                   | الولايات المتحدة           |
| 1986  | تورونتو                     | كندا (17)            | اسكتلندا         | الولايات المتحدة           | السويد                     |
| 1987  | فانكوفر                     | كندا (18)            | ألمانيا الغربية  | النرويج                    | الدنمارك                   |
| 1988  | لوزان                       | النرويج (3)          | كندا             | اسكتلندا                   | سويسرا                     |
| 1989 ‏ | ميلواكي                     | كندا (19)            | سويسرا           | النرويج · السويد           | النرويج · السويد           |
| 1990 ‏ | فيستيروس                    | كندا (20)            | اسكتلندا         | الدنمارك · السويد          | الدنمارك · السويد          |
| 1991  | وينيبيغ                     | اسكتلندا (2)         | كندا             | النرويج · الولايات المتحدة | النرويج · الولايات المتحدة |
| 1992  | غارميش-بارتنكيرشن           | سويسرا (3)           | اسكتلندا         | كندا · الولايات المتحدة    | كندا · الولايات المتحدة    |
| 1993 ‏ | جينيف                       | كندا (21)            | اسكتلندا         | سويسرا · الولايات المتحدة  | سويسرا · الولايات المتحدة  |
| 1994 ‏ | اوبرستدورف                  | كندا (22)            | السويد           | ألمانيا · سويسرا           | ألمانيا · سويسرا           |
| 1995  | براندون                     | كندا (23)            | اسكتلندا         | ألمانيا                    | الولايات المتحدة           |
| 1996  | هاميلتون                    | كندا (24)            | اسكتلندا         | سويسرا                     | النرويج                    |
| 1997  | برن                         | السويد (3)           | ألمانيا          | اسكتلندا                   | كندا                       |
| 1998  | كاملوبس                     | كندا (25)            | السويد           | فنلندا                     | اسكتلندا                   |
| 1999  | سانت جون                    | اسكتلندا (3)         | كندا             | سويسرا                     | الولايات المتحدة           |
| 2000  | غلاسكو                      | كندا (26)            | السويد           | فنلندا                     | الولايات المتحدة           |
| 2001  | لوزان                       | السويد (4)           | سويسرا           | النرويج                    | كندا                       |
| 2002  | بسمارك                      | كندا (27)            | النرويج          | اسكتلندا                   | الولايات المتحدة           |
| 2003  | وينيبيغ                     | كندا (28)            | سويسرا           | النرويج                    | فنلندا                     |
| 2004  | جافل                        | السويد (5)           | ألمانيا          | كندا                       | النرويج                    |
| 2005  | فيكتوريا                    | كندا (29)            | اسكتلندا         | ألمانيا                    | النرويج                    |
| 2006 ‏ | لويل                        | اسكتلندا (4)         | كندا             | النرويج                    | الولايات المتحدة           |
| 2007  | ادمونتون                    | كندا (30)            | ألمانيا          | الولايات المتحدة           | سويسرا                     |
| 2008 ‏ | جراند فوركس                 | كندا (31)            | اسكتلندا         | النرويج                    | الصين                      |
| 2009  | مونكتون                     | اسكتلندا (5)         | كندا             | النرويج                    | سويسرا                     |
| 2010  | كورتينا دامبيدزو            | كندا (32)            | النرويج          | اسكتلندا                   | الولايات المتحدة           |
| 2011  | ريجينيا                     | كندا (33)            | اسكتلندا         | السويد                     | النرويج                    |
| 2012 ‏ | بازل                        | كندا (34)            | اسكتلندا         | السويد                     | النرويج                    |
| 2013  | فيكتوريا                    | السويد (6)           | كندا             | اسكتلندا                   | الدنمارك                   |
| 2014 ‏ | بكين                        | النرويج (4)          | السويد           | سويسرا                     | كندا                       |
| 2015  | هاليفاكس                    | السويد (7)           | النرويج          | كندا                       | فنلندا                     |
| 2016 ‏ | بازل                        | كندا (35)            | الدنمارك         | الولايات المتحدة           | اليابان                    |
| 2017  | ادمونتون                    | كندا (36)            | السويد           | سويسرا                     | الولايات المتحدة           |
| 2018 ‏ | باراديس                     | السويد (8)           | كندا             | اسكتلندا                   | كوريا الجنوبية             |
| 2019 ‏ | ليثبريدج                    | السويد (9)           | كندا             | سويسرا                     | اليابان                    |
| 2020 ‏ | غلاسكو                      | أُلغيت                | أُلغيت            | أُلغيت                      | أُلغيت                      |
| 2021  | كالغاري                     | السويد (10)          | اسكتلندا         | سويسرا                     | روسيا                      |
| 2022  | باراديس                     | السويد (11)          | كندا             | إيطاليا                    | الولايات المتحدة           |
| 2023  | أوتاوا                      | اسكتلندا (6)         | كندا             | سويسرا                     | إيطاليا                    |
| 2024  | شافهاوزن                    | السويد (12)          | كندا             | إيطاليا                    | اسكتلندا                   |
| 2025  | موسجاو                      | الحدث القادم         | الحدث القادم     | الحدث القادم               | الحدث القادم               |

### السيدات
| العام | الموقع            | الذهب            | الفضة            | البرونز                  | المركز الرابع            |
| 1979  | بيرث              | سويسرا           | السويد           | كندا · اسكتلندا          | كندا · اسكتلندا          |
| 1980  | بيرث              | كندا             | السويد           | اسكتلندا                 | الولايات المتحدة         |
| 1981  | بيرث              | السويد           | كندا             | النرويج                  | سويسرا                   |
| 1982  | جنيف              | الدنمارك         | السويد           | اسكتلندا                 | النرويج                  |
| 1983  | موسجاو            | سويسرا (2)       | النرويج          | كندا                     | السويد                   |
| 1984  | بيرث              | كندا (2)         | سويسرا           | ألمانيا الغربية          | النرويج                  |
| 1985  | يونشوبينغ         | كندا (3)         | اسكتلندا         | سويسرا                   | السويد                   |
| 1986  | كيلونا            | كندا (4)         | ألمانيا الغربية  | السويد                   | اسكتلندا                 |
| 1987  | شيكاغو            | كندا (5)         | ألمانيا الغربية  | سويسرا                   | النرويج                  |
| 1988  | غلاسكو            | ألمانيا الغربية  | كندا             | السويد                   | النرويج                  |
| 1989  | ميلووكي           | كندا (6)         | النرويج          | السويد · ألمانيا الغربية | السويد · ألمانيا الغربية |
| 1990  | فيستيروس          | النرويج          | اسكتلندا         | كندا · الدنمارك          | كندا · الدنمارك          |
| 1991  | وينيبيغ           | النرويج (2)      | كندا             | اسكتلندا · السويد        | اسكتلندا · السويد        |
| 1992  | غارميش-بارتنكيرشن | السويد (2)       | الولايات المتحدة | كندا · سويسرا            | كندا · سويسرا            |
| 1993  | جنيف              | كندا (7)         | ألمانيا          | النرويج · السويد         | النرويج · السويد         |
| 1994  | أوبرستدورف        | كندا (8)         | اسكتلندا         | ألمانيا · السويد         | ألمانيا · السويد         |
| 1995  | براندون           | السويد (3)       | كندا             | النرويج                  | ألمانيا                  |
| 1996  | هاميلتون          | كندا (9)         | الولايات المتحدة | النرويج                  | ألمانيا                  |
| 1997  | برن               | كندا (10)        | النرويج          | الدنمارك                 | اليابان                  |
| 1998  | كاملوبس           | السويد (4)       | الدنمارك         | كندا                     | النرويج                  |
| 1999  | سانت جون          | السويد (5)       | الولايات المتحدة | الدنمارك                 | النرويج                  |
| 2000  | غلاسكو            | كندا (11)        | سويسرا           | النرويج                  | اسكتلندا                 |
| 2001  | لوزان             | كندا (12)        | السويد           | الدنمارك                 | اسكتلندا                 |
| 2002  | بسمارك            | اسكتلندا         | السويد           | النرويج                  | كندا                     |
| 2003  | وينيبيغ           | الولايات المتحدة | كندا             | السويد                   | النرويج                  |
| 2004  | جافل              | كندا (13)        | النرويج          | سويسرا                   | الولايات المتحدة         |
| 2005  | بيزلي             | السويد (6)       | الولايات المتحدة | النرويج                  | كندا                     |
| 2006  | جراند برايري      | السويد (7)       | الولايات المتحدة | كندا                     | ألمانيا                  |
| 2007  | أوموري            | كندا (14)        | الدنمارك         | اسكتلندا                 | الولايات المتحدة         |
| 2008  | فيرنون            | كندا (15)        | الصين            | سويسرا                   | اليابان                  |
| 2009  | جانجنيونج         | الصين            | السويد           | الدنمارك                 | كندا                     |
| 2010  | سويفت كورينت      | ألمانيا (2)      | اسكتلندا         | كندا                     | السويد                   |
| 2011  | إسبجيرج           | السويد (8)       | كندا             | الصين                    | الدنمارك                 |
| 2012  | ليثبريدج          | سويسرا (3)       | السويد           | كندا                     | كوريا الجنوبية           |
| 2013  | ريغا              | اسكتلندا (2)     | السويد           | كندا                     | الولايات المتحدة         |
| 2014  | سانت جون          | سويسرا (4)       | كندا             | روسيا                    | كوريا الجنوبية           |
| 2015  | سابورو            | سويسرا (5)       | كندا             | روسيا                    | اسكتلندا                 |
| 2016  | سويفت كورنت       | سويسرا (6)       | اليابان          | روسيا                    | كندا                     |
| 2017  | بكين              | كندا (16)        | روسيا            | اسكتلندا                 | السويد                   |
| 2018  | نورث باي          | كندا (17)        | السويد           | روسيا                    | الولايات المتحدة         |
| 2019  | سيلكبورج          | سويسرا (7)       | السويد           | كوريا الجنوبية           | اليابان                  |
| 2020  | برينس جورج        | أُلغيت            | أُلغيت            | أُلغيت                    | أُلغيت                    |
| 2021  | كالغاري           | سويسرا (8)       | RCF              | الولايات المتحدة         | السويد                   |
| 2022  | برينس جورج        | سويسرا (9)       | كوريا الجنوبية   | كندا                     | السويد                   |
| 2023  | ساندفيكين         | سويسرا (10)      | النرويج          | كندا                     | السويد                   |
| 2024  | سيدني             | كندا (18)        | سويسرا           | كوريا الجنوبية           | إيطاليا                  |
| 2025  | أويجيونغبو        | الحدث القادم     | الحدث القادم     | الحدث القادم             | الحدث القادم             |

### المختلط
| العام | الموقع  | الذهب      | الفضة    | البرونز        | المركز الرابع  |
| 2015  | برن     | النرويج    | السويد   | الصين          | روسيا          |
| 2016  | قازان   | روسيا      | السويد   | اسكتلندا       | كوريا الجنوبية |
| 2017  | شامبيري | اسكتلندا   | كندا     | جمهورية التشيك | النرويج        |
| 2018  | كيلونا  | كندا       | إسبانيا  | روسيا          | النرويج        |
| 2019  | أبردين  | كندا (2)   | ألمانيا  | النرويج        | كوريا الجنوبية |
| 2020  | أبردين  | أُلغيت      | أُلغيت    | أُلغيت          | أُلغيت          |
| 2021  | أبردين  | أُلغيت      | أُلغيت    | أُلغيت          | أُلغيت          |
| 2022  | أبردين  | كندا (3)   | اسكتلندا | سويسرا         | السويد         |
| 2023  | أبردين  | السويد     | إسبانيا  | كندا           | النرويج        |
| 2024  | أبردين  | السويد (2) | اليابان  | سويسرا         | إسبانيا        |
| 2025  | لم تُعقد | لم تُعقد    | لم تُعقد  | لم تُعقد        | لم تُعقد        |

### الزوجي المختلط
| العام | الموقع          | الذهب            | الفضة     | البرونز          | المركز الرابع    |
| 2008  | فيروماكي        | سويسرا           | فنلندا    | السويد           | النرويج          |
| 2009  | كورتينا دامبيزو | سويسرا (2)       | المجر     | كندا             | الصين            |
| 2010  | تشيليابنسك      | روسيا            | نيوزيلندا | الصين            | إسبانيا          |
| 2011  | سانت بول        | سويسرا (3)       | روسيا     | فرنسا            | السويد           |
| 2012  | أرضروم          | سويسرا (4)       | السويد    | النمسا           | الولايات المتحدة |
| 2013  | فريدريكتون      | المجر            | السويد    | التشيك           | النرويج          |
| 2014  | دومفريز         | سويسرا (5)       | السويد    | إسبانيا          | المجر            |
| 2015  | سوتشي           | المجر (2)        | السويد    | النرويج          | كندا             |
| 2016  | كارلستاد        | روسيا (2)        | الصين     | الولايات المتحدة | اسكتلندا         |
| 2017  | ليثبريدج        | سويسرا (6)       | كندا      | الصين            | التشيك           |
| 2018  | أوسترسوند       | سويسرا (7)       | روسيا     | كندا             | كوريا الجنوبية   |
| 2019  | ستافنغر         | السويد           | كندا      | الولايات المتحدة | استراليا         |
| 2020  | كيلونا          | أُلغيت            | أُلغيت     | أُلغيت            | أُلغيت            |
| 2021  | أبردين          | اسكتلندا         | النرويج   | السويد           | كندا             |
| 2022  | جنيف            | اسكتلندا (2)     | سويسرا    | ألمانيا          | النرويج          |
| 2023  | جانجنيونج       | الولايات المتحدة | اليابان   | النرويج          | كندا             |
| 2024  | أوسترسوند       | السويد (2)       | إستونيا   | النرويج          | سويسرا           |
| 2025  | فريدريكتون      |                  |           |                  |                  |

### فريق مختلط على الكراسي المتحركة
| العام | الموقع    | الذهب        | الفضة          | البرونز          | المركز الرابع    |
| 2002 ‏ | سورسي     | سويسرا       | كندا           | اسكتلندا         | السويد           |
| 2004 ‏ | سورسي     | اسكتلندا     | سويسرا         | كندا             | انجلترا          |
| 2005 ‏ | برايهيد   | اسكتلندا (2) | الدنمارك       | سويسرا           | السويد           |
| 2007 ‏ | سولفتيا   | النرويج      | سويسرا         | اسكتلندا         | كندا             |
| 2008 ‏ | سورسي     | النرويج (2)  | كوريا الجنوبية | الولايات المتحدة | كندا             |
| 2009 ‏ | فانكوفر   | كندا         | السويد         | ألمانيا          | الولايات المتحدة |
| 2011 ‏ | براغ      | كندا (2)     | اسكتلندا       | النرويج          | روسيا            |
| 2012 ‏ | تشونتشيون | روسيا        | كوريا الجنوبية | الصين            | سلوفاكيا         |
| 2013 ‏ | سوتشي     | كندا (3)     | السويد         | الصين            | الولايات المتحدة |
| 2015 ‏ | لوهيا     | روسيا (2)    | الصين          | فنلندا           | سلوفاكيا         |
| 2016 ‏ | لوسيرن    | روسيا (3)    | النرويج        | كوريا الجنوبية   | سويسرا           |
| 2017 ‏ | جانجنيونج | النرويج (3)  | روسيا          | اسكتلندا         | الصين            |
| 2019 ‏ | ستيرلنغ   | الصين        | اسكتلندا       | كوريا الجنوبية   | النرويج          |
| 2020 ‏ | ويتزيكون  | روسيا (4)    | كندا           | السويد           | الصين            |
| 2021 ‏ | بكين      | الصين (2)    | السويد         | RCF              | الولايات المتحدة |
| 2023  | ريتشموند  | الصين (3)    | كندا           | اسكتلندا         | السويد           |
| 2024  | جانجنيونج | النرويج (4)  | كندا           | الصين            | السويد           |
| 2025  | ستيفنسون  | الحدث القادم | الحدث القادم   | الحدث القادم     | الحدث القادم     |

### كرسي متحرك زوجي مختلط
| سنة  | موقع      | ذهب            | فضي              | برونزي       | المركز الرابع |
| 2022 | لوهيا     | السويد         | المجر            | النرويج      | إيطاليا       |
| 2023 | ريتشموند  | لاتفيا         | الولايات المتحدة | كندا         | الصين         |
| 2024 | جانجنيونج | كوريا الجنوبية | الصين            | إيطاليا      | اليابان       |
| 2025 | ستيفنسون  | الحدث القادم   | الحدث القادم     | الحدث القادم | الحدث القادم  |

## جدول الميداليات في كل العصور
اعتبارًا من بطولة العالم المختلطة لعام 2024
   *   البلد المضيف (مضيف)
| المرتبة | فريق             | ذهبية | فضية | برونزية | المجموع |
| ------- | ---------------- | ----- | ---- | ------- | ------- |
| 1       | كندا             | 60    | 29   | 23      | 112     |
| 2       | السويد           | 25    | 27   | 17      | 69      |
| 3       | سويسرا           | 21    | 12   | 20      | 53      |
| 4       | إسكتلندا         | 13    | 28   | 20      | 61      |
| 5       | النرويج          | 11    | 12   | 22      | 45      |
| 6       | روسيا            | 7     | 5    | 6       | 18      |
| 7       | الولايات المتحدة | 6     | 11   | 17      | 34      |
| 8       | الصين            | 4     | 4    | 7       | 15      |
| 9       | ألمانيا          | 2     | 9    | 10      | 21      |
| 10      | المجر            | 2     | 2    | 0       | 4       |
| 11      | الدنمارك         | 1     | 4    | 7       | 12      |
| 12      | كوريا الجنوبية   | 1     | 3    | 4       | 8       |
| 13      | لاتفيا           | 1     | 0    | 0       | 1       |
| 14      | اليابان          | 0     | 3    | 0       | 3       |
| 15      | إسبانيا          | 0     | 2    | 1       | 3       |
| 16      | فنلندا           | 0     | 1    | 3       | 4       |
| 17      | نيوزيلندا        | 0     | 1    | 0       | 1       |
| 17      | إستونيا          | 0     | 1    | 0       | 1       |
| 19      | إيطاليا          | 0     | 0    | 3       | 3       |
| 20      | فرنسا            | 0     | 0    | 2       | 2       |
| 20      | جمهورية التشيك   | 0     | 0    | 2       | 2       |
| 22      | النمسا           | 0     | 0    | 1       | 1       |
| المجموع | المجموع          | 154   | 154  | 165     | 473     |

## البطولات الوطنية

### الرجال
- البراير (بطولة كندا للكيرلنغ)[60]
- بطولة الولايات المتحدة للكيرلنغ للرجال
- بطولة اسكتلندا للكيرلنغ للرجال
- بطولة فرنسا للكيرلنغ للرجال
- بطولة روسيا للكيرلنغ
- بطولة إيطاليا للكيرلنغ
- بطولة فنلندا للكيرلنغ للرجال[61]
- بطولة الكيرلنغ للرجال في الدنمارك
- بطولة سويسرا للكيرلنغ للرجال
- بطولة نيوزيلندا للكيرلنغ للرجال
- بطولة السويد للكيرلنغ للرجال
- بطولة اليابان للكيرلنغ
- بطولة لاتفيا للكيرلنغ للرجال
- بطولة النرويج للكيرلنغ للرجال
- بطولة إستونيا للكيرلنغ للرجال
- بطولة التشيك للكيرلنغ للرجال
- بطولة الكيرلنغ الكورية

### السيدات
- بطولة سكوتيز للقلوب (بطولة كندا للكيرلنغ)
- بطولة الولايات المتحدة للسيدات للكيرلنغ
- بطولة الكيرلنغ للسيدات في اسكتلندا
- بطولة فرنسا للسيدات في رياضة الكيرلنغ
- بطولة روسيا للكيرلنغ
- بطولة إيطاليا للكيرلنغ
- بطولة فلندا للسيدات في رياضة الكيرلنغ
- بطولة الكيرلنغ للسيدات في الدنمارك
- بطولة سويسرا للسيدات للكيرلنغ
- بطولة السويد للسيدات في رياضة الكيرلنغ
- بطولة اليابان للكيرلنغ
- بطولة لاتفيا للسيدات في رياضة الكيرلنغ
- بطولة الكيرلنغ للسيدات في إستونيا
- بطولة التشيك للسيدات في رياضة الكيرلنغ
- بطولة الكيرلنغ الكورية

## روابط خارجية
- "Championships Search". World Curling Federation. اطلع عليه بتاريخ 2010-03-31.